# Лазарев, Алексей Петрович
Алексей Петрович Лазарев (1793, Российская империя — 19 июня 1856, Тверь) — русский флотоводец и мореплаватель, контр-адмирал (1839).
Младший брат М. П. Лазарева и А. П. Лазарева.

## Биография
Окончил Морской кадетский корпус в 1809 году. Офицер Балтийского флота и лейб-гвардии Измайловского полка. Участник русско-турецких войн 1806—1812 годов и 1828—1829 годов.
3 января 1806 года произведён в гардемарины. На 74-х пушечном корабле «Ярослав» перешел из Кронштадта в Корфу и плавал в Адриатическом море. В 1807—1810 годах на фрегате «Автроил» плавал в том же море; потом из Боко-ди-Катаро перешел в Венецию, а оттуда в Триест. 1 августа 1809 года был произведен в мичманы. В 1810 году возвратился берегом из Триеста в Петербург. На фрегате «Перун» плавал в Балтийском море. Награждён полугодовым окладом жалованья. В 1812 и 1813 годах на корабле «Северная Звезда» плавал у берегов Англии.
В 1813 году на бриге «Феникс» плавал от Кронштадта до Карлскроны. 14 января 1814 года переведен в резервный гвардейский экипаж. 26 июня был произведен в лейтенанты. Командовал яхтой «Торнео» в Финском заливе. В 1815 году совершил сухопутный переход с гвардейским экипажем от Петербурга до Вильно и обратно. 1816—1819 годах командуя придворными яхтами «Церера» и «Нева», плавал ежегодно между Кронштадтом и Петергофом.
В 1819—1823 годах лейтенантом на шлюпе «Благонамеренный» совершил кругосветное плавание, через Берингов пролив дважды проходил в Чукотское море. Составил описание этого плавания — «Записки о плавании военного шлюпа „Благонамеренного“ в Берингов пролив и вокруг света для открытий в 1819, 1820, 1821 и 1822 годах, веденные гвардейского экипажа лейтенантом А. П. Лазаревым».
В 1823 году плавал от Кронштадта к Исландии. В 1828 году капитан-лейтенантом участвовал в блокаде Дарданелл. Капитан 2 ранга с 1829 года, с 1833 года командир 26 флотского экипажа и корабля «Константин», капитан 1 ранга с 1834 года и с 1835 года — 12 флотского экипажа и линейного корабля «Память Азова». С 1839 года контр-адмирал, командующий Астраханским портом и Каспийской флотилией. С 1842 по 1848 год в отставке. В 1850 году был назначен Керчь-Еникальским градоначальником. С 7 ноября 1851 — в отставке.
Награждён орденами Св. Владимира 3-й и 4-й степеней, Св. Анны 2-й и 3-й степеней и орденом Св. Георгия 4-й степени.
Скончался 19 июня 1856 года в Твери.

## Семья
Первая жена (с 23 апреля 1830 года) — Мария Александровна Бек (1810—23.04.1834), сестра поэта Ивана Бека. Умерла после родов, похоронена в Александро-Невской лавре. В браке имели четверых детей, из которых трое умерли в младенчестве:
- Александр (06.05.1831[3]— ?), крестник Николая I, в 1872—1885 предводитель дворянства Жиздринского уезда;
- Екатерина (22.03.1834—31.03.1834).

Вторая жена — Вера Николаевна Голохвастова.